# Ruffey-lès-Beaune
Ruffey-lès-Beaune is een gemeente in het Franse departement Côte-d'Or (regio Bourgogne-Franche-Comté) en telt 658 inwoners (1999). De plaats maakt deel uit van het arrondissement Beaune.

## Geografie
De oppervlakte van Ruffey-lès-Beaune bedraagt 15,6 km², de bevolkingsdichtheid is 42,2 inwoners per km².
De onderstaande kaart toont de ligging van Ruffey-lès-Beaune met de belangrijkste infrastructuur en aangrenzende gemeenten.

## Demografie
Onderstaande figuur toont het verloop van het inwonertal (bron: INSEE-tellingen).